# 脇村春夫
脇村春夫（Wakimura Haruo，1932年1月15日—）是一名日本企業家，前棒球選手。曾擔任第五任日本高等學校野球聯盟會長（2002年11月－2008年11月），現任公益財團法人脇村獎學會代表理事。畢業於東京大學法學部，並獲得大阪大學經濟學博士學位。
他是脇村禮次郎之子，田邊市榮譽市民脇村市太郎之孫。礦物學家正田篤五郎為其伯父，經濟學家脇村義太郎與數學家正田建次郎則為其伯父，因此和美智子皇后是表兄妹關係。